# Gérard Castello-Lopes
Pour les articles homonymes, voir Lopes.
Gérard Castello-Lopes, né le 6 août 1925 à Vichy et mort le 12 février 2011 à Paris 10e, est l'un des principaux représentants de la photographie humaniste au Portugal. 

## Biographie
Il commence à photographier au début des années 1950. Influencé par l'œuvre de Henri Cartier-Bresson, il s'attache à représenter les conditions de vie au Portugal sous la dictature de António de Oliveira Salazar. D'abord amateur, il ne connaîtra la notoriété qu'à partir du début des années 1980, avec la tenue de plusieurs expositions, notamment à la Fondation Calouste Gulbenkian de Lisbonne (1986). À cette époque, il change radicalement de style pour se tourner vers une photographie moins sociale et plus plastique. 
Une grande rétrospective de son œuvre a été présentée au Centre culturel de Belém (Lisbonne) en 2004.
Il est le père de quatre enfants issus de deux mariages, dont l'humoriste et journaliste franco-portugais David Castello-Lopes,.
Atteint depuis de longues années de la maladie d'Alzheimer, il meurt le 12 février 2011 à Paris 10e.

## Expositions
- 2008 : L'Expo 58 à travers l'objectif de Gérard Castello-Lopes, Musée du cinquantenaire - MRAH, Bruxelles
- 2012 : Apparitions - La photographie de Gérard Castello-Lopes, 1956-2006 (plus vaste exposition rétrospective consacrée au photographe), Centre Culturel Calouste Gulbenkian, Paris